# Frederick Lygon, 6. Earl Beauchamp

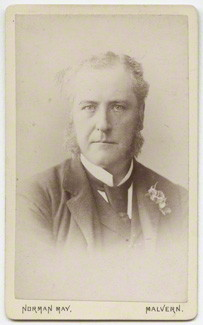
Frederick Lygon, 6. Earl Beauchamp

Frederick Lygon, 6. Earl Beauchamp PC (* 10. November 1830; † 19. Februar 1891 in Madresfield Court, Worcestershire) war ein britischer Politiker der Conservative Party. Von 1857 bis 1866 war er Abgeordneter des House of Commons sowie als erblicher Peer von 1866 bis zu seinem Tod Mitglied des House of Lords. Er amtierte von 1874 bis 1880 als Lord Steward of the Household und von 1885 bis 1886 sowie erneut von 1886 bis 1887 als Paymaster General.

## Leben

### Familiäre Herkunft und Studien
Frederick Lygon war das sechste und jüngste Kind von General Henry Beauchamp Lygon, 4. Earl Beauchamp (1784–1863), aus und dessen Ehe mit Lady Susan Caroline Eliot (1801–1835), einer Tochter von William Eliot, 2. Earl of St. Germans.
Er begann nach dem Besuch des Eton College am 15. Dezember 1848 ein Studium am Christ Church College der University of Oxford, das er 1852 mit einem Bachelor of Arts (B.A.) abschloss. Im Anschluss wurde er 1852 Fellow am dortigen All Souls College und absolvierte daneben noch ein postgraduales Studium am Christ Church College, welches er 1856 mit einem Master of Arts (M.A.) beendete.

### Unterhausabgeordneter und Oberhausmitglied

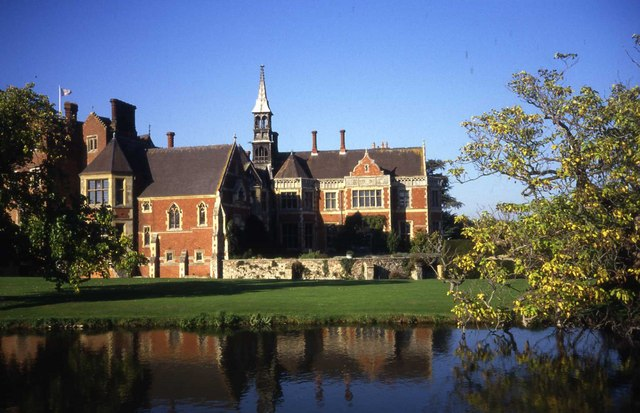
Madresfield Court

Lygon begann seine politische Laufbahn, als er als Kandidat der Conservative Party im Wahlkreis Tewkesbury am 27. März 1857 erstmals ins House of Commons gewählt wurde. Er hatte das Mandat bis zum 26. März 1863 inne. Vom 26. Oktober 1863 bis zum 4. März 1866 war er Abgeordneter für den Wahlkreis Worcestershire Western. Während dieser Zeit bekleidete er von März bis Juni 1859 in der Regierung von Lord Derby sein erstes Regierungsamt als Lord der Admiralität (Lord of the Admiralty).
Beim Tod seines zweitältesten Bruders Henry Lygon, 5. Earl Beauchamp (1829–1866), erbte er von diesem am 4. März 1866 dessen Titel als 6. Earl Beauchamp, 6. Viscount Elmley und 6. Baron Beauchamp. Dadurch wurde er Mitglied des House of Lords, dem er bis zu seinem Tod am 19. Februar 1891 fast 25 Jahre lang angehörte. Er erbte auch die Ländereien der Familie mit dem Familiensitz Madresfield Court in Worcestershire.

### Lord Steward of the Household, Lord Lieutenant und Paymaster General
Am 21. Februar 1874 wurde Earl Beauchamp, dem am 22. Juni 1870 von der University of Oxford ein Ehrendoktor des Zivilrechts (Honorary Doctor of Civil Laws) Nachfolger von John Ponsonby, 5. Earl of Bessborough als Lord Steward of the Household und bekleidete dieses Amt bis zu seiner Ablösung durch John Townshend, 1. Earl Sydney am 21. April 1880. Er war damit Mitglied der Regierung, der oberste Würdenträger des königlichen Hofstaats und war damit auch Vorsteher des Board of Green Cloth, dem Verwaltungsgremium und auch Gerichtshof des Königlichen Haushalts. Zugleich wurde er am 2. März 1874 zum Mitglied des Privy Council ernannt.
Gleichzeitig wurde er nach dem Selbstmord von George Lyttelton, 4. Baron Lyttelton am 19. April 1876 dessen Nachfolger als Lord Lieutenant von Worcestershire und übte dieses Amt als Vertreter von Königin Victoria in dieser Grafschaft ebenfalls bis zu seinem Tod 1891 aus. Sein Nachfolger wurde daraufhin George Coventry, 9. Earl of Coventry.
Am 24. Juni 1885 wurde Earl Beauchamp von Premierminister Robert Gascoyne-Cecil, 3. Marquess of Salisbury erstmals zum Generalzahlmeister (Paymaster General) ernannt und bekleidete dieses Regierungsamt bis zum 28. Januar 1886. Das Amt des Generalzahlmeisters bekleidete er erneut in der zweiten Regierung des Marquess of Salisbury vom 19. August 1886 bis zu seiner Ablösung durch Adelbert Brownlow-Cust, 3. Earl Brownlow im März 1887.

### Ehen und Nachkommen

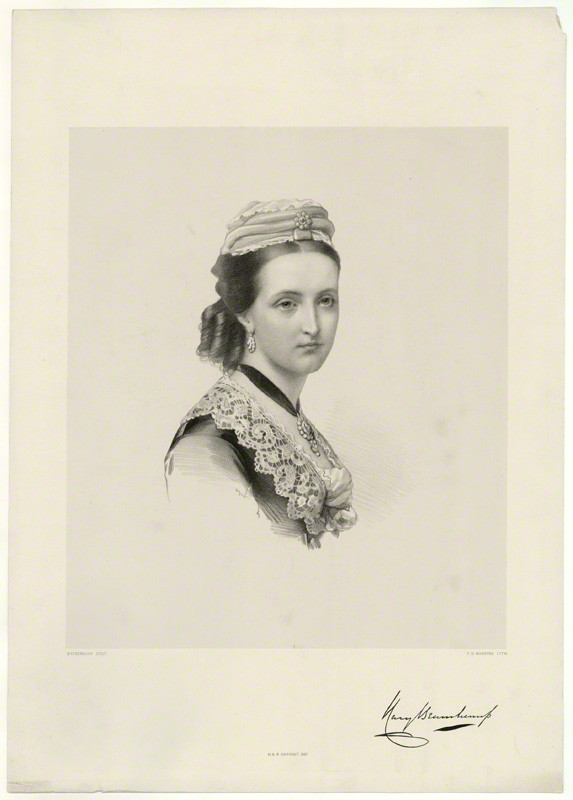
Lady Mary Catherine Stanhope, die erste Ehefrau des 6. Earl Beauchamp

Earl Beauchamp, der am 19. Februar 1891 unerwartet bei einem Abendessen auf dem Familiensitz Madresfield Court im Alter von 60 Jahren durch einen Herzinfarkt verstarb, war zweimal verheiratet und Vater von fünf Töchtern und vier Söhnen. Bei seinem Tod hinterließ er ein Vermögen von 114.741 £.
In erster Ehe heiratete er am 18. Februar 1868 in der Londoner Kirche St George’s (Hanover Square) Lady Mary Catherine Stanhope (1844–1876), eine Tochter des Historikers Philip Henry Stanhope, 5. Earl Stanhope. Aus dieser Ehe gingen drei Töchter und zwei Söhne hervor:
- Lady Mary Lygon (1869–1927), ⚭ Hon. Henry Walter Hepburn-Stuart-Forbes-Trefusis, Sohn des Charles Hepburn-Stuart-Forbes-Trefusis, 20. Baron Clinton;
- Lady Susan Lygon (1870–1962), ⚭ Sir Robert Gilmour, 1. Baronet;
- William Lygon, 7. Earl Beauchamp (1872–1938), ⚭ Lady Lettice Mary Elizabeth Grosvenor;
- Hon. Edward Hugh Lygon (1873–1900), fiel als Lieutenant der Grenadier Guards im Zweiten Burenkrieg;
- Lady Margaret Lygon (1874–1957), ⚭ Arthur Russell, 2. Baron Ampthill;

Nach dem frühen Tod seiner ersten Frau am 30. Juni 1876 heiratete er am 24. September 1878 in Perlethorpe in Nottinghamshire in zweiter Ehe Lady Emily Annora Charlotte Pierrepont (1853–1935), die älteste Tochter von Sydney William Herbert Pierrepont, 3. Earl Manvers. Aus dieser Ehe gingen zwei Söhne und zwei Töchter hervor:
- Hon. Robert Lygon (1879–1952), Lieutenant-Colonel der Grenadier Guards, ⚭ Cecilia Albinia Arbuthnot;
- Lady Agnes Lygon (1874–1957), ⚭ Hon. Arthur George Villiers Peel, MP, Sohn des Arthur Wellesley Peel, 1. Viscount Peel;
- Lady Maud Lygon (1882–1962), ⚭ Samuel Hoare, 1. Viscount Templewood;
- Hon. Henry Lygon (1884–1936), Captain der Suffolk Yeomanry.